# Campionati europei di nuoto 2012 - 50 metri dorso femminili
La gara dei 50 metri dorso femminili degli Europei 2012 si è svolta il 25 e 26 maggio 2012 e vi hanno partecipato 42 atlete. Le batterie e le semifinali si sono svolte il 25 e la finale nel pomeriggio del giorno successivo.

## Podio
| Pos.    | Atleta                 | Nazione |
| ------- | ---------------------- | ------- |
| Oro     | Mercedes Peris Minguet | Spagna  |
| Argento | Arianna Barbieri       | Italia  |
| Argento | Sanja Jovanović        | Croazia |

## Record
Prima della manifestazione il record del mondo (RM), il record europeo (EU) e il record dei campionati (RC) erano i seguenti.
| Record mondiale       | 27"06 | Zhao Jing               | 30 luglio 2009 Roma     |
| Record europeo        | 27"23 | Daniela Samulski        | 30 luglio 2009 Roma     |
| Record dei campionati | 27"64 | Aljaksandra Herasimenja | 14 agosto 2010 Budapest |

## Risultati

### Batterie
| Pos. | Atleta                       | Nazionalità | Tempo | Batteria | Corsia | Note |
| ---- | ---------------------------- | ----------- | ----- | -------- | ------ | ---- |
| 1    | Aleksandra Urbańczyk         | Polonia     | 28"44 | 6        | 5      | Rit  |
| 2    | Mercedes Peris Minguet       | Spagna      | 28"45 | 6        | 4      | Q    |
| 3    | Arianna Barbieri             | Italia      | 28"55 | 4        | 5      | Q    |
| 4    | Carlotta Zofkova             | Italia      | 28"72 | 4        | 7      | Q    |
| 5    | Jenny Mensing                | Germania    | 28"75 | 4        | 4      | Q    |
| 6    | Sanja Jovanović              | Croazia     | 28"81 | 5        | 6      | Q    |
| 7    | Ekaterina Avramova           | Bulgaria    | 28"97 | 5        | 3      | Q    |
| 8    | Theodora Drakou              | Grecia      | 29"05 | 5        | 4      | Q    |
| 9    | Klaudia Nazieblo             | Polonia     | 29"07 | 6        | 7      | Q    |
| 10   | Simona Baumrtová             | Rep. Ceca   | 29"19 | 4        | 3      | Q    |
| 11   | Lisa Graf                    | Germania    | 29"20 | 6        | 6      | Q    |
| 12   | Ingibjörg Kristin Jonsdóttir | Islanda     | 29"23 | 6        | 2      | Q    |
| 13   | Daryna Zevina                | Ucraina     | 29"25 | 5        | 5      | Q    |
| 14   | Ivana Gabrilo                | Svizzera    | 29"31 | 5        | 7      | Q    |
| 15   | Anni Alitalo                 | Finlandia   | 29"32 | 5        | 8      | Q    |
| 16   | Kira Toussaint               | Paesi Bassi | 29"35 | 3        | 5      | Q    |
| 17   | Alicja Tchórz                | Polonia     | 29"51 | 6        | 1      |      |
| 18   | Hazal Sarikaya               | Turchia     | 29"52 | 5        | 2      | Q    |
| 19   | Alzbeta Rehorkova            | Rep. Ceca   | 29"58 | 4        | 1      |      |
| 20   | Fabienne Nadarajah           | Austria     | 29"59 | 4        | 6      |      |
| 21   | Aneta Pechancová             | Rep. Ceca   | 29"68 | 3        | 7      |      |
| 21   | Klára Václavíková            | Rep. Ceca   | 29"68 | 4        | 8      |      |
| 23   | Hanna-Maria Seppälä          | Finlandia   | 29"75 | 3        | 1      |      |
| 24   | Valery Svigir                | Croazia     | 29"82 | 6        | 8      |      |
| 25   | Mimosa Jallow                | Finlandia   | 29"90 | 2        | 4      |      |
| 26   | Katarína Milly               | Slovacchia  | 30"02 | 2        | 5      |      |
| 26   | Annemarie Worst              | Paesi Bassi | 30"02 | 3        | 4      |      |
| 28   | Eszter Povázsay              | Ungheria    | 30"05 | 3        | 6      |      |
| 29   | Therese Svendsen             | Svezia      | 30"06 | 5        | 1      |      |
| 30   | Uschi Halbreiner             | Austria     | 30"09 | 2        | 2      |      |
| 31   | Lotta Nevalainen             | Finlandia   | 30"10 | 3        | 2      |      |
| 32   | Desiree Felner               | Austria     | 30"13 | 3        | 3      |      |
| 33   | Gizem Cam                    | Turchia     | 30"23 | 3        | 8      |      |
| 34   | Tatiana Perstniova           | Moldavia    | 30"38 | 2        | 7      |      |
| 34   | Valeria Mihhailova           | Estonia     | 30"38 | 2        | 8      |      |
| 36   | Birita Debes                 | Fær Øer     | 30"60 | 1        | 5      |      |
| 36   | Veronica Orheim Bjørlykke    | Norvegia    | 30"60 | 2        | 6      |      |
| 38   | Dorina Szekeres              | Ungheria    | 30"69 | 2        | 3      |      |
| 39   | Anna Volchkov                | Israele     | 30"97 | 2        | 1      |      |
| 40   | Gabriela Nikitina            | Lettonia    | 31"11 | 1        | 4      |      |
| 41   | Johanna Gerda Gustafsdottir  | Islanda     | 31"48 | 1        | 3      |      |
| -    | Katarzyna Gorniak            | Polonia     | -     | 4        | 2      | DQS  |
| -    | Elena Gemo                   | Italia      | -     | 6        | 3      | DNS  |

### Semifinali
| Pos. | Atleta                       | Nazionalità | Tempo | Batteria | Corsia | Note |
| ---- | ---------------------------- | ----------- | ----- | -------- | ------ | ---- |
| 1    | Arianna Barbieri             | Italia      | 28"30 | 1        | 4      | Q    |
| 2    | Mercedes Peris Minguet       | Spagna      | 28"33 | 2        | 4      | Q    |
| 3    | Jenny Mensing                | Germania    | 28"47 | 1        | 5      | Q    |
| 4    | Sanja Jovanović              | Croazia     | 28"52 | 2        | 3      | Q    |
| 5    | Simona Baumrtová             | Rep. Ceca   | 28"57 | 2        | 2      | Q    |
| 6    | Carlotta Zofkova             | Italia      | 28"65 | 2        | 5      | Q    |
| 7    | Klaudia Nazieblo             | Polonia     | 28"72 | 1        | 6      | Q    |
| 8    | Ekaterina Avramova           | Bulgaria    | 28"78 | 1        | 3      | Q    |
| 9    | Theodora Drakou              | Grecia      | 28"93 | 2        | 6      |      |
| 10   | Ingibjörg Kristin Jonsdóttir | Islanda     | 29"14 | 2        | 7      |      |
| 11   | Daryna Zevina                | Ucraina     | 29"18 | 1        | 7      |      |
| 12   | Lisa Graf                    | Germania    | 29"22 | 1        | 2      |      |
| 13   | Ivana Gabrilo                | Svizzera    | 29"26 | 2        | 1      |      |
| 14   | Hazal Sarikaya               | Turchia     | 29"29 | 1        | 8      |      |
| 15   | Anni Alitalo                 | Finlandia   | 29"30 | 1        | 1      |      |
| 16   | Kira Toussaint               | Paesi Bassi | 29"40 | 2        | 8      |      |

### Finale
| Pos.    | Atleta                 | Nazionalità | Tempo | Corsia | Note |
| ------- | ---------------------- | ----------- | ----- | ------ | ---- |
| Oro     | Mercedes Peris Minguet | Spagna      | 28"25 | 5      |      |
| Argento | Arianna Barbieri       | Italia      | 28"31 | 4      |      |
| Argento | Sanja Jovanović        | Croazia     | 28"31 | 6      |      |
| 4       | Jenny Mensing          | Germania    | 28"36 | 3      |      |
| 5       | Carlotta Zofkova       | Italia      | 28"72 | 7      |      |
| 6       | Simona Baumrtová       | Rep. Ceca   | 28"75 | 2      |      |
| 7       | Klaudia Nazieblo       | Polonia     | 28"93 | 1      |      |
| 8       | Ekaterina Avramova     | Bulgaria    | 29"09 | 8      |      |